# بيتر يان
بيتر يفجينيفيتش يان (بالروسية: Пётр Евге́ньевич Я́н؛ مواليد 11 فبراير 1993) هو مُقاتل فنون قتالية مختلطة . يُنافس حاليًا في فئة وزن الديك في يو إف سي، حيث كان سابقًا بطلًا لوزن الديك في يو إف سي. قاتل يان سابقًا في بطولة أخمات المطلقة حيث كان بطل لوزن الديك السابق فيها. اعتبارًا من 16 أبريل 2024، يحتل المركز الثالث في تصنيفات يو إف سي لوزن الديك.

## النشأة والتعليم
ولد يان لأب من أصل صيني جورجي مختلط وأم روسية.

## فنون القتال المختلطة

### مسيرته المبكرة
ظهر يان لأول مرة في فنون القتال المختلطة في بطولة القتال الأوراسية – قتال بايكال في ديسمبر 2014.

### بطولة أخمات المطلقة
في 24 أكتوبر 2015، واجه يان مراد كلاموف وفاز بالقتال بقرار القضاة بالإجماع. منح الفوز يان الفرصة لقتال ماغوميد ماجوميدوف على حزام البطولة في فئة وزن الديك.
قاتل يان ماغوميد في 26 مارس 2016 في موسكو في إيه سي بي 32: «معركة الأسود». بعد خوض جميع الجولات الخمس، فاز ماغوميد بالنزال بقرار القضاة بالانقسام وفاز بلقب وزن الديك. ومع ذلك، شعر الكثيرون أن يان قد فاز بالقتال، بما في ذلك رئيس إيه سي بي، ميربيك خاسييف الذي وعد بحجز مباراة العودة. على الرغم من خسارة يان، تم التصويت على هذا النزال كأفضل نزال لإيه سي بي للعام 2016.
بعد خسارته الأولى في مسيرته، عاد يان لمواجهة المقاتل الإنجليزي إد آرثر في إيه سي بي 41: الطريق إلى النصر، في سوتشي. فاز بالنزال بقرار القضاة بالإجماع.
في ربيع عام 2017، كان من المقرر أن يخوض يان مباراة العودة مع ماجوميد ماجوميدوف في 15 أبريل في إيه سي بي 57: الاسترداد في موسكو. هذه المرة، انتقم يان وهزم ماغوميد بقرار القضاة بالإجماع بعد خوض جميع الجولات الخمس الصعبة. لقد فاز بالقرار وتوج في النهاية بطل وزن الديك إيه سي بي.
بعد فوزه، عاد يان في سبتمبر 2017 قتال المنافس البرازيلي ماتيوس ماتوس في إيه سي بي: 71 في موسكو. بعد فوزه في الجولتين الأوليين، أمسك يان بماتوس بضربة يسارية كبيرة تسببت في سقوط ماتوس على ظهره، مما جعل الحكم يوقف القتال. نجح في الدفاع عن لقب وزن الديك بالضربة القاضية في الجولة الثالثة.

### يو إف سي
بعد دفاعه الأول عن لقبه، وقع يان عقدًا مع يو إف سي في يناير 2018.

#### بطولة يو إف سي لوزن الديك
بعد الدفاع عن لقب هنري سيجودو ضد دومينيك كروز في يو إف سي 249، أعلن سيجودو أنه سيعتزل من الفنون القتالية المختلطة ليخلي لقب بطولة يو إف سي لوزن الديك. ثم واجه يان بطل وزن الريشة السابق في وورلد إكستريم كايج فايتينج ويو إف سي خوسيه ألدو للحصول على اللقب الشاغر في 12 يوليو 2020 في يو إف سي 251. وفاز بالقتال بالضربة الفنية القاضية في الجولة الخامسة.
كان من المتوقع أن يقوم يان بالدفاع عن لقبه الأول ضد ألجامين ستيرلينغ في 12 ديسمبر 2020 في يو إف سي 256. ومع ذلك، تم الإعلان في 22 نوفمبر عن إلغاء المباراة من بطاقة يو إف سي 256 وتمت إعادة جدولة النزال إلى 6 مارس 2021 في يو إف سي 259. خسر يان النزال عن طريق الإقصاء في الجولة الرابعة بسبب إصابة غير قانونية بالركبة، وخسر بطولة يو إف سي لوزن الديك. قام اثنان من القضاة بإعطاء يان إلى 29–28 وواحد أعطى سترلينج إلى 29–28 قبل الركبة غير القانونية.
كان من المتوقع إجراء مباراة العودة مع ستيرلنج في 30 أكتوبر 2021 في يو إف سي 267. ومع ذلك، في 25 سبتمبر، انسحب ستيرلنج بسبب مشاكل في الرقبة. تدخل كوري ساندهاغن كبديل وكان النزال على لقب بطولة يو إف سي لوزن الديك المؤقتة. فاز يان بالنزال بقرار القضاة بالإجماع. حصل هذا النزال على جائزة قتال الليلة.
كان من المقرر إجراء نزال العودة لتوحيد اللقب مع ألجامين ستيرلينغ في 5 مارس 2022 في يو إف سي 272. ومع ذلك، في 11 يناير 2022، تم الإعلان عن تأجيل المباراة إلى يو إف سي 273 في 9 أبريل. خسر يان النزال بقرار القضاة بالانقسام. كما أكسبه النزال المركز الثالث في جائزة «مكافأة المعجبين لليلة».

#### ما بعد نزالات اللقب
واجه يان شون أومالي في 22 أكتوبر 2022 في يو إف سي 280. خسر النزال بقرار القضاة بالانقسام. كان القرار مثيرًا للجدل إلى حد كبير حيث أعرب العديد من المشجعين والمقاتلين بإصرار عن اعتقادهم بأن يان هو الفائز الشرعي. سجلت 25 وسيلة إعلامية من أصل 26 النزال لصالح يان. حصل النزال على مكافأة قتال الليلة. ومع ذلك، فقد منح محررو موقع شيردوغ هذا النزال «جائزة سرقة العام 2022».
واجه يان ميراب دفاليشفيلي في 11 مارس 2023 في يو إف سي ليلة القتال: يان ضد دفاليشفيلي. خسر النزال بقرار القضاة بالإجماع.
كان من المقرر أن يتصدر يان حدث يو إف سي ليلة القتال 233 ضد  سونغ يادونغ في 9 ديسمبر 2023. ومع ذلك، انسحب يان من النزال مشيرًا إلى الإصابة وتم استبداله بكريس جوتيريز، الذي هزمه سونغ. تم إعادة حجز النزال مع سونغ في 9 مارس 2024، في حدث يو إف سي 299. قبل شهر من الحدث، تعرض يان لإصابة في عضلة الفخذ، وفي الجولة الأولى من القتال، مزق يان الرباط الصليبي والغضروف المفصلي، مما تطلب تغيير الاستراتيجية. وعلى الرغم من الإصابات، فاز يان بالنزال بقرار القضاة بالإجماع.
واجه يان بطل يو إف سي لوزن الذبابة السابق مرتين ديفسون فيغيريدو في 23 نوفمبر 2024 في الحدث الرئيسي في يو إف سي ليلة القتال 248. وفاز بالنزال بقرار القضاة بالإجماع.

## حياته الشخصية
يان وزوجته لديهما ولدان.  خلال الغزو الروسي لأوكرانيا 2022، نشرت يان صورة على وسائل التواصل الاجتماعي لأعلام الدول وحمامة السلام.

## البطولات والإنجازات

### فنون القتال المختلطة
- يو إف سي
  - بطولة يو إف سي لوزن الديك (مرة واحدة)[18]
  - بطولة يو إف سي لوزن الديك المؤقتة (مرة واحدة)[27]
  - قتال الليلة (ثلاث مرات) ضد جين سو سون، وكوري ساندهاغن، وشون أومالي[28][36][53]
  - أداء الليلة (مرة واحدة) ضد أوريجا فابر[54]
  - ثاني أطول سلسلة انتصارات تاريخ فئة وزن الديك في يو إف سي بالشراكة (7)[55]
  - بالشراكة مع (مارلون فيرا وكودي جاربرانت) أكثر عدد ضربات قاضية في تاريخ فئة وزن الديك في يو إف سي (10)
- كريبتو.كوم
  - مكافأة المعجبين لليلة ضد ألجامين ستيرلينغ[32]
- بطولة أخمات المطلقة
  - بطولة إيه سي بي لوزن الديك (مرة واحدة)
    - دفاع واحد ناجح عن اللقب

  - بطل الجائزة إيه سي بي الكبرى لوزن الديك 2015
- إم إم إيه ذي إن إيه.إن إل
  - أفضل وافد أوروبي جديد لعام 2018[56]

- شيردوغ.كوم
  - سرقة العام 2022 حسب شيردوغ[37]

## سجل فنون القتال المختلطة
| السجل المهني |        |         |
| 29 نزال      | 24 فوز | 4 خسارة |
| ضربة قاضية   | 9      | 1       |
| إخضاع        | 9      | 1       |
| قرار القضاة  | 6      | 2       |
| تعادل        | 1      | 1       |

| النتيجة | السجل | الخصم                   | الطريقة                         | الحدث                                     | التاريخ        | الجولة | الوقت | المكان                                  | الملاحظات                                                     |
| ------- | ----- | ----------------------- | ------------------------------- | ----------------------------------------- | -------------- | ------ | ----- | --------------------------------------- | ------------------------------------------------------------- |
| فاز     | 18–5  | ديفسون فيغيريدو         | قرار القضاة (بالإجماع)          | يو إف سي ليلة القتال: يان ضد فيغيريدو     | 23 نوفمبر 2024 | 5      | 5:00  | ماكاو، م. إ. خ.، الصين                  |                                                               |
| فاز     | 17–5  | سونغ يادونغ             | قرار القضاة (بالإجماع)          | يو إف سي 299                              | 9 مارس 2024    | 3      | 5:00  | ميامي، فلوريدا، الولايات المتحدة        |                                                               |
| خسر     | 16–5  | ميراب دفاليشفيلي        | قرار القضاة (بالإجماع)          | يو إف سي ليلة القتال: يان ضد دفاليشفيلي   | 11 مارس 2023   | 5      | 5:00  | لاس فيغاس، نيفادا، الولايات المتحدة     |                                                               |
| خسر     | 16–4  | شون أومالي              | قرار القضاة (بالانقسام)         | يو إف سي 280                              | 22 أكتوبر 2022 | 3      | 5:00  | أبو ظبي، الإمارات العربية المتحدة       | قتال الليلة.                                                  |
| خسر     | 16–3  | ألجامين ستيرلينغ        | قرار القضاة (بالانقسام)         | يو إف سي 273                              | 9 أبريل 2022   | 5      | 5:00  | جاكسونفيل، فلوريدا، الولايات المتحدة    | على لقب بطولة يو إف سي لوزن الديك.                            |
| فاز     | 16–2  | كوري ساندهاغن           | قرار القضاة (بالإجماع)          | يو إف سي 267                              | 30 أكتوبر 2021 | 5      | 5:00  | أبو ظبي، الإمارات العربية المتحدة       | فاز بلقب بطولة يو إف سي لوزن الديك المؤقت. قتال الليلة.       |
| خسر     | 15–2  | ألجامين ستيرلينغ        | إقصاء (ركبة غير شرعية)          | يو إف سي 259                              | 6 مارس 2021    | 4      | 4:29  | لاس فيغاس، نيفادا، الولايات المتحدة     | على لقب بطولة يو إف سي لوزن الديك.                            |
| فاز     | 15–1  | خوسيه ألدو              | ضربة فنية قاضية (باللكمات)      | يو إف سي 251                              | 12 يوليو 2020  | 5      | 3:24  | أبو ظبي، الإمارات العربية المتحدة       | فاز بلقب بطولة يو إف سي لوزن الديك الشاغر.                    |
| فاز     | 14–1  | أوريجا فابر             | ضربة قاضية (ركلة رأس)           | يو إف سي 245                              | 14 ديسمبر 2019 | 3      | 0:43  | لاس فيغاس، نيفادا، الولايات المتحدة     | أداء الليلة.                                                  |
| فاز     | 13–1  | جيمي ريفيرا             | قرار القضاة (بالإجماع)          | يو إف سي 238                              | 8 يونيو 2019   | 3      | 5:00  | شيكاغو، إلينوي، الولايات المتحدة        |                                                               |
| فاز     | 12–1  | جون دودسون              | قرار القضاة (بالإجماع)          | يو إف سي ليلة القتال: بلاهوفيتش ضد سانتوس | 23 فبراير 2019 | 3      | 5:00  | براغ، جمهورية التشيك                    |                                                               |
| فاز     | 11–1  | دوغلاس سيلفا دي أندرادي | ضربة فنية قاضية (إيقاف الزاوية) | يو إف سي 232                              | 29 ديسمبر 2018 | 2      | 5:00  | إنغليووود، كاليفورنيا، الولايات المتحدة |                                                               |
| فاز     | 10–1  | سون جين سو              | قرار القضاة (بالإجماع)          | يو إف سي ليلة القتال: هنت ضد أولينيك      | 15 سبتمبر 2018 | 3      | 5:00  | موسكو، روسيا                            | نزال في وزن غير محدد (137 رطل)؛ أخفق سون بالوزن. قتال الليلة. |
| فاز     | 9–1   | تيرو وايشيهارا          | ضربة قاضية (باللكمات)           | يو إف سي ليلة القتال: كاوبوي ضد إدواردز   | 23 يونيو 2018  | 1      | 3:28  | كالانغ، سنغافورة                        |                                                               |
| فاز     | 8–1   | ماتيوس ماتوس            | ضربة فنية قاضية (باللكمات)      | إيه سي بي 71                              | 23 سبتمبر 2017 | 3      | 2:27  | موسكو، روسيا                            | دافع عن لقب بطولة أخمات المطلقة لوزن الديك.                   |
| فاز     | 7–1   | ماغوميد ماجوميدوف       | قرار القضاة (بالإجماع)          | إيه سي بي 57                              | 15 أبريل 2017  | 5      | 5:00  | موسكو، روسيا                            | فاز بلقب بطولة أخمات المطلقة لوزن الديك.                      |
| فاز     | 6–1   | إد آرثر                 | قرار القضاة (بالإجماع)          | إيه سي بي 41                              | 15 يوليو 2016  | 3      | 5:00  | سوتشي، روسيا                            |                                                               |
| خسر     | 5–1   | ماغوميد ماجوميدوف       | قرار القضاة (بالانقسام)         | إيه سي بي 32                              | 26 مارس 2016   | 5      | 5:00  | موسكو، روسيا                            | فاز بلقب بطولة أخمات المطلقة لوزن الديك الافتتاحي.            |
| فاز     | 5–0   | مراد كلاموف             | قرار القضاة (بالإجماع)          | إيه سي بي 24                              | 24 أكتوبر 2015 | 3      | 5:00  | موسكو، روسيا                            | فاز بجائزة بطولة أخمات المطلقة لوزن الديك الكبرى.             |
| فاز     | 4–0   | أرتور ميرزاخانيان       | ضربة فنية قاضية (باللكمات)      | ليلة القتال الاحترافية 10: كأس روسيا      | 5 يوليو 2015   | 1      | 2:40  | أومسك، روسيا                            |                                                               |
| فاز     | 3–0   | كارون أورزوميف          | إخضاع (خنق المقصلة)             | إيه سي بي 19                              | 30 مايو 2015   | 1      | 0:47  | كالينينغراد، روسيا                      | نصف نهائي بطولة أخمات المطلقة لوزن الديك.                     |
| فاز     | 2–0   | ريناتو فيلامي           | قرار القضاة (بالإجماع)          | إيه سي بي 14                              | 28 فبراير 2015 | 3      | 5:00  | غروزني، روسيا                           | ربع نهائي بطولة أخمات المطلقة لوزن الديك.                     |
| فاز     | 1–0   | مراد باكييف             | ضربة قاضية (لكمة)               | الدوري السيبيري: كأس بايكال 2014          | 20 ديسمبر 2014 | 3      | 0:45  | إيركوتسك، روسيا                         |                                                               |

## وصلات خارجية
- بيتر يان على موقع يو إف سي (الإنجليزية)
- بيتر يان على موقع شيردوغ (الإنجليزية)
- بيتر يان على موقع Tapology.com (الإنجليزية)
- بيتر يان على موقع IMDb (الإنجليزية)